# Luserna
Luserna település Olaszországban, Trento megyében. Lakosainak száma 267 fő (2023. január 1.). Luserna Lavarone, Pedemonte, Valdastico, Caldonazzo, Levico Terme és Rotzo községekkel határos.

## Népesség
A település népességének változása:
| Lakosok száma | 273  | 263  | 267  |
|               | 2017 | 2018 | 2023 |